# مجلس الوزراء الكويتي 2016
مجلس الوزراء الكويتي 2016 أو الوزارة الـ34 في الكويت هي الوزارة رقم (34) في الكويت منذ الاستقلال عام 1961 وتشكلت بتاريخ 10 ديسمبر 2016، برئاسة سمو الشيخ جابر مبارك الحمد الصباح، وقد أجري عليها تعديلًا وزاريًا بتاريخ 7 فبراير 2017.

## التشكيلة الوزارية
- رئيس الوزراء: جابر المبارك الصباح
- نائب أول لرئيس مجلس الوزراء ووزيرالخارجية: صباح الخالد الحمد الصباح
- نائب رئيس مجلس الوزراء ووزير الدفاع: محمد الخالد الحمد الصباح
- نائب رئيس مجلس الوزراء ووزير الداخلية: خالد الجراح الصباح
- نائب رئيس مجلس الوزراء ووزير المالية: أنس خالد الصالح
- وزير الدولة لشؤون مجلس الوزراء ووزير الإعلام بالوكالة: محمد عبد الله المبارك الصباح
- وزير للشؤون الاجتماعية والعمل ووزير الدولة للشؤون الاقتصادية: هند صبيح براك الصبيح
- وزير الدولة لشؤون الإسكان ووزير الدولة لشؤون الخدمات: ياسر أبل
- وزير الصحة: جمال الحربي
- وزير التجارة والصناعة ووزير الدولة لشؤون الشباب بالوكالة: خالد ناصر عبد الله الروضان
- وزير الأشغال العامة: عبد الرحمن المطوع
- وزير النفط ووزير الكهرباء والماء: عصام المرزوق
- وزير العدل ووزير الدولة لشؤون مجلس الأمة: فالح عبد الله علي العزب
- وزير التربية ووزير التعليم العالي: محمد الفارس
- وزير الأوقاف والشؤون الإسلامية ووزير الدولة لشؤون البلدية: محمد ناصر عبد الله الجبري